# Keine Angst vor großen Tieren
 Keine Angst vor großen Tieren ist ein deutscher Spielfilm von Ulrich Erfurth aus dem Jahr 1953 nach einer Geschichte von Karl Noti. Es ist ein Remake des französischen Films Le Dompteur (1938).

## Handlung
Der Technische Zeichner Emil Keller ist ein eigentlich unscheinbarer Mitbürger, der einen Hang zur Unterwürfigkeit besitzt. Trotz seiner vorhandenen Qualitäten bewegt er sich im Schatten dominanter Menschen. Das sind zum einen sein Vorgesetzter, Herr Bollmann, und zum anderen der Bruder der Vermieterin seines möblierten Zimmers, ein ehemaliger Preisboxer. Dieser Herr Schimmel hat durch heimliches Öffnen eines Anwaltschreibens an Emil erfahren, dass auf diesen eine Erbschaft wartet. Um auch einen Teil davon abzubekommen, versucht er nun, seine Nichte Emma mit Emil zu verkuppeln, damit dieser sie heiratet. Doch Emil liebt Anni, die Sekretärin seines Chefs, der wiederum ebenfalls ein Auge auf sie geworfen hat.
Es stellt sich aber heraus, dass das Erbe aus drei ausgewachsenen Löwen besteht, die beim ersten Zusammentreffen Emil Keller zur Flucht bewegen. Nachdem Schimmel mit seinen ebenso imposanten vier Brüdern Emils Emmas bevorstehende Vermählung feiern will, macht dieser gute Miene zum bösen Spiel. Als Anni ihn zum gleichzeitig vereinbarten Abendessen abholen will und von der angeblichen Vermählung erfährt, macht sie kehrt und will nun auf Bollmanns bisher zurückgewiesene Avancen eingehen. Emil verliert den Lebensmut und sucht die Zirkusmanege auf. Dort legt er sich ein von der Decke baumelndes Seil um den Hals, öffnet dadurch jedoch ein Gitter zu den sich in die Manege bewegenden Löwen. Emil zeigt keine Angst mehr und die Tiere gehorchen seinem Willen. Darüber ist Keller sehr erstaunt, freudig bewegt und schöpft neuen Mut. Nun fürchtet er auch keine zweibeinigen Tiere mehr und verschafft sich zunächst Respekt bei Schimmel, dann bei Bollmann, den er beim Abendessen mit Anni überrascht. Anni, erfreut über Emils männliche Stärke, ist wieder die Seine.

## Produktion
Der Film entstand im Atelier Hamburg-Wandsbek, die Außenaufnahmen stammen aus Hamburg. Die Löwenszenen wurden im Zirkus Carl Hagenbeck in Hamburg-Stellingen aufgenommen. Keine Angst vor großen Tieren ist ein Schwarzweißfilm, der am 31. Juli 1953 im Apollo-Theater (Düsseldorf) seine Uraufführung hatte. Die Erstaufführung in der DDR erfolgte am 29. November 1954 im Filmtheater „Jugend“ in der Berliner Langhansstraße.  Am 5. Januar 1964 wurde der Film erstmals im DFF der DDR ausgestrahlt und über 10 Jahre später, am 15. September 1974, lief er in der ARD.

## Kritik
Das Lexikon des internationalen Films bezeichnet den Film als „ein streckenweise vergnügliches Grotesk-Lustspiel, in dem ein ‚kleiner Mann‘ lernt, seine Angst zu überwinden.“ Die Neue Zeit meint, dass man sich den liebenswürdig und gut gemeinten Streifen mit Vergnügen ansehen könne, obwohl er aus der Klamaukkiste der westdeutschen Filmproduktion komme. Der Evangelische Filmbeobachter gelangt zu der Schlussfolgerung, bei dem Streifen handle es sich um einen netten Filmschwank, den man ab 14 Jahren unbedenklich sehen könne.